# Branxholm
Branxholm är en ort i Australien. Den ligger i kommunen Dorset och delstaten Tasmanien, omkring 190 kilometer norr om delstatshuvudstaden Hobart. Antalet invånare är 354.
Runt Branxholm är det mycket glesbefolkat, med 2 invånare per kvadratkilometer.. Närmaste större samhälle är Scottsdale, omkring 19 kilometer väster om Branxholm. 
I omgivningarna runt Branxholm växer i huvudsak städsegrön lövskog. Genomsnittlig årsnederbörd är 987 millimeter. Den regnigaste månaden är augusti, med i genomsnitt 119 mm nederbörd, och den torraste är januari, med 36 mm nederbörd.